# Всё путём!
«Всё путём!» (англ. Everything Must Go) — американский комедийно-драматический фильм 2010 года режиссёра Дэна Раша с Уиллом Ферреллом в главной роли. Он основан на рассказе Раймонда Карвера «О чём мы говорим, когда говорим о любви».

## Сюжет
Продавца Ника Холси (Уилл Феррелл) уволили с работы, на которой он прослужил 16 лет, после неуказанного инцидента в Денвере, связанного с его алкоголизмом. Выйдя из офиса, он сидит в гараже и пьёт из фляжки. Затем он берёт швейцарский армейский нож, который ему выдали в качестве прощального подарка, вонзает его в шины автомобиля начальника и убегает, когда понимает, что не может вытащить его из шины. Он сразу же едет в круглосуточный магазин и покупает большое количество пива. Вернувшись домой, Ник обнаруживает, что жена бросила его, сменила замки, а его вещи разбросала по лужайке перед домом. Его жена оставила письмо, сообщив, что она уходит от него, также по причине денверского инцидента, и просит не искать её.
Ник проводит ночь на лужайке. Утром он уезжает за пивом и едой, возвращается, чтобы найти свою служебную машину, которую забрали. Кроме того, его кредитные карты больше не платёжеспособны, он был заблокирован с совместного расчётного счёта, который делил с женой, и его телефонная связь не обслуживается. Когда полиция просит его освободить жилплощадь, Ник просит их связаться со своим наставником из группы анонимных алкоголиков, детективом Фрэнком Гарсией (Майкл Пенья), который предоставляет ему разрешение на продажу двора, оставляя ему в распоряжение три дня, прежде чем он обязан будет съехать. Ник просит соседского мальчика, Кенни (Кристофер Джордан Уоллес) помочь ему с продажей своего имущества, заверив Кенни, что он заплатит ему за помощь, а также что научит его играть в бейсбол. В первый день продажа не увенчалась успехом, поскольку Ник не хочет расставаться с вещами.
Ник знакомится с новой соседкой, беременной молодой женщиной по имени Саманта (Ребекка Холл), и приглашает её к себе во двор. Там он рассказывает, что сохранял трезвость в течение шести месяцев, пока не посетил конференцию в Денвере, на которой напился с женщиной-коллегой до потери сознания; проснулся он без памяти только прошлой ночью и вскоре узнал, что она подала жалобу на него, подготовив почву для его увольнения.
Затем Ник находит ежедневник с дружеским сообщением от своей давней одноклассницы, Далилы (Лора Дерн), которую он выслеживает и навещает. Встреча проходит неловко, но Далила тем не менее обнимает Ника и говорит, что у него доброе сердце, и это не меняется.
Будучи полностью разорённым, Ник вынужден обходиться без алкоголя и вскоре испытывает ломку. Саманта даёт ему «Валиум» и советует обратиться за помощью. Он отвечает, что Саманта и сама ничем не лучше его, потому что терпит пьянство и частые отлучки мужа. Саманта уходит, сердитая и обиженная.
На следующее утро Ник просыпается и видит, что Кенни разложил свои вещи на лужайке и повесил на них ценники. Большинство вещей было продано к вечеру. Ник извиняется перед Самантой, которая признала, что он был прав и поставила мужу условие или вернуться домой, или развестись. Она, Ник и Кенни выбираются поужинать. В туалете ресторана Ник сталкивается со своим бывшим начальником, который объясняет, что инцидента в Денвере, скорее всего, не произошло. Они уволили сотрудницу, с которой Ник напился, потому что выяснилось, что она подала в суд на коллег за сексуальные домогательства, и что Ник, пожалуй, мог вернуться на службу, если бы не порезал шины начальника. Ник никак не отреагировал на эту новость, но вернул экс-боссу его стакан пива, забытый в туалете.
После ужина Ник встречается с Фрэнком и отвечает на его телефон, в то время как тот выходит из своего офиса. Звонит жена Ника, Кэтрин, и говорит Фрэнку по телефону, что ждёт его дома. Ник устраивает Фрэнку очную ставку, и он признаёт, что Кэтрин жила с ним с тех пор, как уехала от Ника. Мужчины ссорятся, и Фрэнк говорит, что Кэтрин заслуживает лучшего, чем Ник. Позже, когда Фрэнк отвозит Ника домой, он замечает, что, поскольку Кэтрин завязала с алкоголем, а Ник — нет, у их брака было мало шансов на успех, и продолжает перечислять все случаи, когда Ник подвел её как муж. Затем он передаёт Нику пакет документов о разводе, которые тот должен подписать, вместе с деньгами и ключами от дома. Ник просит Фрэнка высадить его у ближайшего тротуара; прежде чем выйти из машины, он просит Фрэнка сказать жене, что ему жаль. Оставшуюся часть пути он идёт домой, остановившись у магазина, где он регулярно покупал пиво, но проходит мимо.
На следующий день он расплачивается с Кенни, в том числе возвращает те деньги, которые он снял с прибыли за пиво, и получает благодарные объятия от Саманты, муж которой вернулся домой. Она протягивает Нику полароидную фотографию с ним же (Ник несколькими днями ранее подарил Саманте фотокамеру Полароид, и она сделала снимок его лица для теста), с сообщением из её печенья с предсказанием, приклеенным ниже, которое гласит: «Пока не всё потеряно».

## В ролях
| Актёр                      | Роль                                         |
| -------------------------- | -------------------------------------------- |
| Уилл Феррелл               | Николас «Ник» Холси главный герой, алкоголик |
| Ребекка Холл               | Саманта его новая соседка                    |
| Майкл Пенья                | Фрэнк Гарсия наставник Ника                  |
| Кристофер «Си Джей» Уоллeс | Кенни соседский мальчишка                    |
| Гленн Хоуэртон             | начальник Ника                               |
| Стивен Рут                 | сосед Ника                                   |
| Лора Дерн                  | Далила школьная подруга Ника                 |

## Процесс съёмок
Съёмки проводились в Финиксе и Скоттсдейле, штат Аризона. Премьера состоялась 10 сентября 2010 года на Международном кинофестивале в Торонто, а также на Лондонском кинофестивале 15 октября.

## Прокат и релизы
Официальный трейлер вышел 5 апреля 2011 года.

## Критика
«Всё путём!» получил положительные отзывы и имеет «certified fresh» оценку 73 % на «Rotten Tomatoes» на основе 131 отзывов со средней оценкой 6,7 из 10. Мнение критиков гласит: «Фильм не может улучшить рассказ Раймонда Карвера, который вдохновил его, но „Всё путём!“, не уподобляется клише и может похвастаться парой притягательных сцен от отлично подобранных Феррелла и Уоллеса». У фильма также есть оценка 65 из 100 на «Metacritic», основанная на 37 отзывах, отражающих «в целом благоприятные отзывы».